# Болеадорас
Болеадорас, бола́с, бола́, (на испански: Boleadoras – топки) е ловно метателно оръжие, създадено от индианците от Патагония, впоследствие възприето и от белите гаучос.

## Описание
Болеадорас се състои от два или три кожени ленти или ремъци (tientos или guascas) с дължина 1 – 1,5 m, на краищата на които са прикрепени обвити в кожа кръгли или сферични каменни топки с диаметър около 10 cm и тегло 0,15 – 0,2 kg. Кожените ремъци се изработват от кожа на гуанако или домашно говедо или от сухожилия от краката на нанду. В наши дни топките могат да бъдат и метални.

## История
Болеадорас са намерени в археологически обекти, датирани отпреди повече от пет хиляди години. Испанските конкистадори първи виждат това непознато за тях оръжие през 1520 г. сред индианските племена в Патагония. По време на Арауканската война воините от племената мапуче, с помощта на болеадорас успешно неутрализират действието на испанската кавалерия.

## Използване
Болеадорас се използват като кожените ремъци се въртят кръгообразно над главата и се хвърлят по посока на целта. Когато се хвърлят, за да улови се плячка, се насочват към краката и ходилата, така че да се заплитат около тях и да препънат животното. При лов на нанду болеадорас се хвърлят и около шията на птиците. Когато се използва като бойно оръжие, болеадорас се насочва към главата на противника.

## Видове болеадорас
Болеадорас само с две топки се нарича „ñanducera“ или „avestrucera“ и се използва за лов или за улавяне на дребни животни.
Болеадорас с три по-големи топки, известен като „potrera“ се използва за улавяне на едри животни като коне или бикове.
Има редки примери за болеадорас с повече от четири топки, до осем, но те не са ефективни.